# Neil Etheridge
Pour les articles homonymes, voir Etheridge.
Neil Leonard Dula Etheridge, né le 7 février 1990 à Londres (Angleterre), est un footballeur international philippin qui évolue au poste de gardien de but.

## Biographie
À la suite d'une blessure du gardien titulaire Mark Schwarzer, Neil Etheridge fait ses premières apparitions sur le banc, en tant que doublure de David Stockdale. Le 8 mars 2011, il est prêté au club de Charlton Athletic. Après seulement une semaine de présence au club et deux matches passés sur le banc des remplaçants, il est rappelé par Fulham et retourne donc dans son club d'origine.
Il est international philippin depuis 2008.
Le 19 septembre 2012, il est prêté pour un mois aux Bristol Rovers. Mais il est rappelé par Fulham le 21 novembre 2012
Le 2 juillet 2015, il rejoint Walsall.
Le 11 septembre 2020, il rejoint Birmingham City.

## Palmarès

### En club
- Cardiff City
  - Vice-champion d'Angleterre de deuxième division en 2018.